# Бес (филм из 2014)
Бес (енгл. Fury) је амерички ратни филм из 2014. године редитеља и сценаристе Дејвида Ајера. Продуценти филма су Бил Блок, Џон Лешер, Алекс От, Итан Смит, Бред Пит и Дејвид Ајер. Музику је компоновао Стивен Прајс.
Глумачку екипу чине Бред Пит, Логан Лерман, Шаја Лабаф, Мајкл Пења, Џон Бернтал, Џејсон Ајзакс и Скот Иствуд.
Светска премијера филма је била 17. октобра 2014. у Сједињеним Америчким Државама. Буџет филма је износио 68 000 000 долара, а зарада од филма је 211 000 000 долара.

## Радња
У априлу 1945. године савезници воде завршне битке на европском тлу. Наредник Кулиер (Бред Пит) управља Шерман тенком са петочланим тимом неискусних војника и покушава да се пробије преко непријатељских линија до срца нацистичке Немачке. Ова необична шачица људи без изгледа учиниће све да дођу до циља и изврше задатак.

## Улоге
| Глумац        | Улога                   |
| ------------- | ----------------------- |
| Бред Пит      | Наредник Дон Кулиер     |
| Логан Лерман  | Норман Елисон           |
| Шаја Лабаф    | Бојд Сван               |
| Мајкл Пења    | Трини Гарсија           |
| Џон Бернтал   | Грејди Травис           |
| Џејсон Ајзакс | Ејмос "Олд Мен" Вагунер |
| Скот Иствуд   | Наредник Расел Мајлс    |